# Новий Козлув-Перший
Новий Козлув-Перший (пол. Nowy Kozłów Pierwszy) — село в Польщі, у гміні Нова-Суха Сохачевського повіту Мазовецького воєводства.
Населення — 198 осіб (2011).
У 1975-1998 роках село належало до Скерневицького воєводства.

## Демографія
Демографічна структура станом на 31 березня 2011 року:
|          | Загалом | Допрацездатний вік | Працездатний вік | Постпрацездатний вік |
| -------- | ------- | ------------------ | ---------------- | -------------------- |
| Чоловіки | 99      | 23                 | 62               | 14                   |
| Жінки    | 99      | 18                 | 59               | 22                   |
| Разом    | 198     | 41                 | 121              | 36                   |